# Masken (1987)
Masken ist ein französischer Spielfilm von Claude Chabrol aus dem Jahr 1987.

## Handlung
Der jovial-geschwätzige Christian Legagneur ist Moderator der Fernsehshow Glück für alle, die besonders von Senioren gern gesehen wird, die tanzend und singend auftreten und von Legagneur umschmeichelt werden. Nun soll der junge Journalist Roland Wolf seine Biografie verfassen. Legagneur lädt den jungen Mann ein, ihn auf seinen Landsitz zu begleiten. Er lebt aristokratisch in einer abgelegenen Villa mit vielen Hausangestellten. Nach intensiver Recherche findet Wolf heraus, dass jeder der Bediensteten ein Doppelleben führt. 
Aber auch Wolf führt ein Doppelleben und heißt in Wirklichkeit Chevalier; er ist auf der Suche nach seiner Schwester Madeleine, die zuletzt im Hause Legagneur lebte und seitdem verschwunden ist. In diesem Hause lebt auch Legagneurs Patenkind, die junge Catherine, die von ihrem Paten in Abhängigkeit gehalten wird. Als Roland nachts heimlich eine Schatulle öffnet, erfährt er, dass Legagneur seine Patentochter um ihre Erbschaft gebracht und sie absichtlich in einen kränklichen Zustand versetzt hat, weil er befürchtet, dass mit ihrer nahenden Volljährigkeit der Schwindel auffliegt. Als sich Catherine in Roland verliebt und es ihr zunehmend besser geht, werden Legagneur und seine Helfer unruhig. Schließlich gelingt es Roland, Catherine die Augen zu öffnen. Als sie zu fliehen versucht, wird sie von Legagneurs Bediensteten Max und Colette betäubt und weggeschafft. Max fährt sie zu einem Legagneur gehörenden Schrottplatz, wo Catherine in den Kofferraum eines alten Cadillac gelegt wird, der am nächsten Morgen verschrottet werden soll.
Im letzten Augenblick gelingt es Roland, Catherine zu retten. Als Legagneur nichts ahnend seine nächste Sendung produziert, platzen die beiden herein. Als seine „Maske gefallen“ ist, schimpft Legagneur über die ganze Verlogenheit seiner Altensendung. Schließlich trifft auch die Polizei ein, um ihn zu verhaften; er beschließt den Film mit: „Es bleibt mir nur noch eins zu sagen: Lecken Sie mich am Arsch!“

## Kritiken
„Eine komödiantisch angelegte Inszenierung kriminalistisch aufgezogener Kultur- und Moralkritik, unterhaltsam und diskussionswert.“

## Auszeichnungen
- Internationale Filmfestspiele Berlin 1987: Nominierung für einen Goldenen Bären als bester Film
- César 1988: Nominierung für Bernadette Lafont als beste Nebendarstellerin und für Anne Brochet als beste Nachwuchsdarstellerin